# Kunechin
Kunechin, jedna su od četiri skupine Sishiatl Indijanaca čije je porijeklo kao i kod Tsonaia od Kwakiutla iz Fort Ruperta u Britanskoj Kolumbiji, Kanada. Kunechini su se nastanili na Queens Reachu, rukavcu Jervis Inleta na obali Btritanske Kolumbije, odakle su kasnije s ostalim Sishiatl skupinama preseljeni na Trail Bay, u zajedničko selo Chatelech na poluotoku Seechelt.